# Kangasniemi
Kangasniemi [ˈkɑŋŋɑsˌnie̯mi] ist eine Gemeinde in Ostfinnland. Sie liegt rund 250 km nordöstlich der Hauptstadt Helsinki in der Landschaft Savo.

## Allgemeines
Die politische Gemeinde besteht seit 1867 und umfasst neben dem Kirchdorf Kangasniemi die Orte Äkryntaipale, Harjunmaa, Hokka, Hyyrylä, Istruala, Kaihlamäki, Kauppila, Koittila, Kutemajärvi, Laitiala, Luusniemi, Makkola, Mannila, Nousiala, Ohensalo, Orala, Paappala, Puulasalmi, Pylvänälä, Pölläkkä, Pöyhö, Rauhajärvi, Reinikkala, Rekola, Ruokomäki, Rytkölä, Salmenkylä, Seppälä, Suurola, Synsiälä, Synsiö, Tiihola, Ukonniemi, Unnukkala, Vehmaskylä, Vihave und Vuojalahti. Mehr als die Hälfte der Einwohner lebt im Kirchdorf.

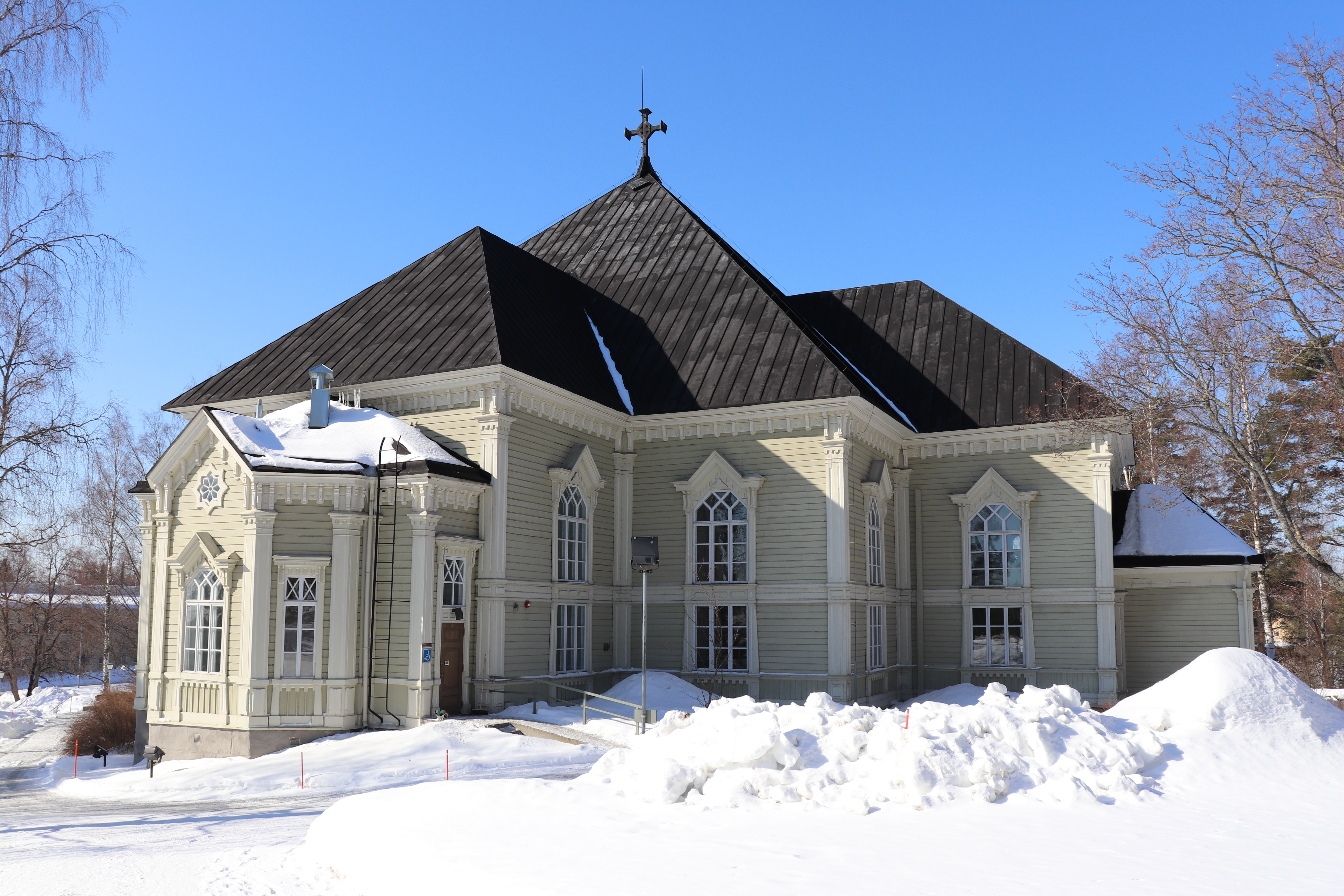
Die Kirche von Kangasniemi

Kangasniemi liegt inmitten der ostfinnischen Seenplatte. Über ein Fünftel des Gemeindegebiets wird von Seen eingenommen, die Gesamtuferlänge beträgt mehr als 1500 km. Unter anderem hat Kangasniemi Anteil am Puulavesi, dem achtgrößten See Finnlands, und am Kyyvesi. Wegen seiner landschaftlich reizvollen Lage wurde Kangasniemi 1997 im Rahmen einer Fernsehsendung des Yleisradio zur „schönsten Gemeinde Finnlands“ gekürt.
Größter Arbeitgeber ist die Gemeinde selbst, von Bedeutung sind außerdem die Forstwirtschaft, die metall- und holzverarbeitende Industrie sowie der Tourismus – auf dem Gemeindegebiet befinden sich rund 3500 Ferienhäuser (Mökkis).
Die Doppelkreuzkirche von Kangasniemi (finnisch Kangasniemen kirkko) wurde 1811–14 als Holzkirche nach Plänen von Matti Salonen errichtet.
Zu den älteren Bauten der Gemeinde zählen weiterhin die alte Pfarrei (1886) und das Gutshaus Läsäkoski.

## Söhne und Töchter der Gemeinde
- Reinhold von Becker (1788–1858), Schriftsteller
- Emilie Björkstén (1823–1896), finnlandschwedische Dichterin
- Ragnar Ekelund (1892–1960), Künstler und Dichter
- Raimo Halttunen
- Erkki Kohvakka (1937–2018), Orientierungsläufer
- Virpi Kuitunen (* 1976), Skilangläuferin
- Otto Manninen  (1872–1950), Schriftsteller
- Janne Reinikainen (* 1969), Schauspieler, Drehbuchautor und Regisseur
- Ringa Ropo-Junnila (* 1966), Leichtathletin
- Hiski Salomaa (1891–1957), Musiker

## Sonstiges
Zu erheblichem Medienrummel führt ein jährlich am See Kutemajärvi veranstaltetes Sexfestival, bei dem es trotz seines Anspruches dem Vernehmen nach doch recht züchtig zugeht.